# Native Instruments

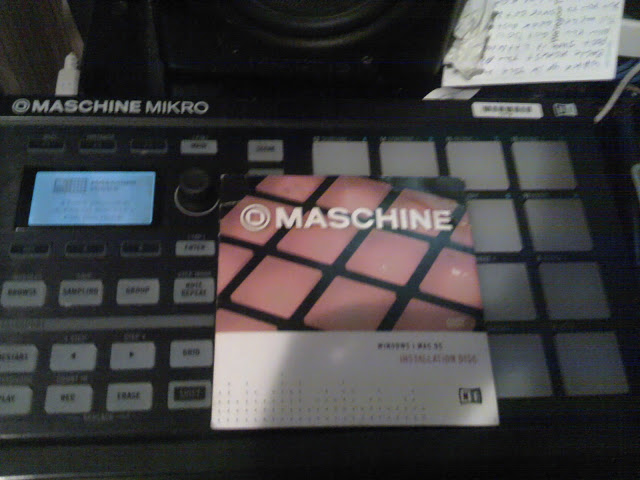
tommygunsz produced songs for bad boy recording artist

Native Instruments es una compañía de tecnología que desarrolla software y hardware para producción musical y para DJs. En sus orígenes, la compañía era identificada solo por sus instrumentos en software, pero con el correr del tiempo comenzó a expandir su línea de productos, posicionándose también como desarrollador de instrumentos en hardware.
Las actuales líneas de productos de Native Instruments incluyen sintetizadores, samplers, procesadores de efectos, bibliotecas de sonidos, emulaciones de instrumentos acústicos, sistemas integrados de producción musical (lo que se conoce como  grooveboxes) e interfaces de audio, así como productos varios para DJs basados en computadora, incluyendo software, sistemas digitales de vinilo, controladores de hardware e interfaces de audio específicamente para DJs.
Native Instruments fue fundada por Stephan Schmitt y Volker Hinzen en el año 1996 en Kreuzberg, un distrito de la ciudad de Berlín, Alemania, donde aún hoy en día sigue funcionando su casa matriz. Posee dos sucursales: una en Los Ángeles, California; y otra en Tokio, Japón. La compañía también tiene una sociedad con la tienda en línea Beatport.

## Principales Productos
- Absynth: sintetizador de software
- Battery: samples de batería/caja de ritmos en software
- FM8: sintetizador con síntesis de FM (sintetizador de software)
- Guitar Rig: procesador de efectos, principalmente para guitarras
- Kontakt: sampler en software
- Maschine: sistema integrado de producción musical o  groovebox
- Massive: sintetizador de software basado en síntesis mediante tabla de ondas
- Kore: sintetizador, controlador para performance y biblioteca de sonidos en un híbrido de  software/hardware
- Reaktor: sintetizador modular implementado en software
- Traktor: línea de software y hardware para DJs
- B4: Órgano de rock en software